# 1052

## Evenimente
- 14 aprilie: Bătălia de la Haydaran (din apropiere de Gabes): triburile beduine din Banu Hilal, trimise de către fatimizii din Egipt, înfrâng pe membrii dinastiei ziride din Ifriqiya (astăzi, Algeria și Tunisia).
- 13 august: Contele Godwin de Wessex părăsește Bruges și debarcă în Kent; respins într-o primă instanță de flota regelui Eduard I "Confesorul", revine și blochează Tamisa, căștigă numeroși aderenți și își face intrarea triumfală în Londra.
- 14 septembrie: Reconcilierea dintre contele Godwin și regele Eduard Confesorul al Angliei; toți normanzii aflați în Anglia sunt expulzați, inclusiv arhiepiscopul de Canterbury, Robert de Jumieges.

### Nedatate
- iunie: Se încheie o alianță între katepanul bizantin Argyros și papa Leon al IX-lea, îndreptată împotriva normanzilor din sudul Italiei.
- august: Începe călătoria papei Leon al IX-lea în Ungaria și Germania (Presburg, Ratisbona, Bamberg, Worms).
- decembrie: Împăratul Henric al III-lea oferă papei Leon al IX-lea posesiunile din Benevento.
- Bizantinii recuceresc orașul Edessa de la musulmani.
- Contele Bernard al II-lea d'Armagnac pierde ducatul Gasconiei în favoarea casei de Poitiers.
- Diarmait din Leinster recuperează definitiv regatul irlandez din Dublin.
- Patriarhul bizantin Mihail Kerularios închide bisericile de rit latin din Constantinopol.
- Pisanii cuceresc Corsica și îi alungă din Sardinia pe musulmani, care stăpâneau insula de circa 300 de ani.

## Înscăunări
- Bonifaciu al IV-lea, marchiz de Toscana (1052-1055), sub regență.

## Nașteri
- 23 mai: Filip I, rege al Franței (d. 1108).
- Milarepa, învățător budist tibetan (d. 1135)

## Decese
- 6 mai: Bonifaciu al III-lea, marchiz de Toscana, asasinat
- 2 iunie: Guaimar al IV-lea de Salerno - principe de Salerno din 1027 și până la moarte, duce de Amalfi din 1039 și până la moarte, duce de Gaeta din 1040 în 1041 și principe de Capua din 1038 în 1047 în sudul Italiei
- 4 octombrie: Vladimir al II-lea, cneaz de Novgorod (n. 1020)
- Xu Daoning, artist chinez (n. cca. 970)
- Fan Zhongyan, om politic și scriitor chinez (n. 989)